# M/S Gullbritt

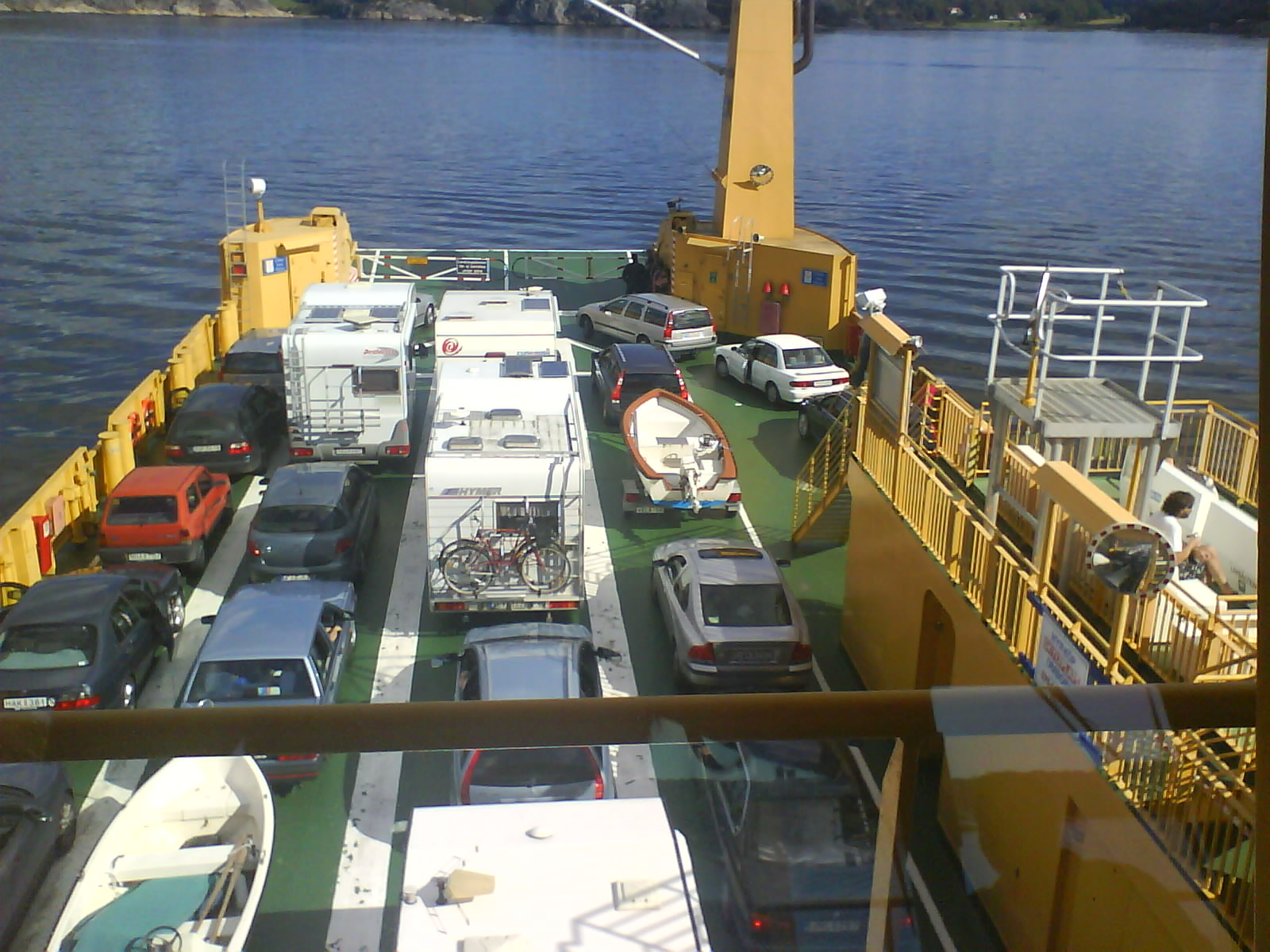
Gullbritt från bryggan. Observera att körfilen längst till höger till stor del går under tak.

Gullbritt, färja 332, är Trafikverket Färjerederiets näst största och snabbaste färja. Den går på Gullmarsleden, det vill säga sträckan Finnsbo-Skår i Gullmaren, Bohuslän. Fartyget är byggt av Alexandria Shipyard i Egypten. Många problem uppstod med färjan som därför byggdes om vid Cityvarvet Göteborg. Alexandria Shipyard gick i konkurs efter att färjan färdigställts. 

## Tekniska data
- Byggår: 1995
- Bredd: 17,5 meter
- Längd öa: 96,2 meter
- Djupgående: 4,63 meter
- Fart: 12 knop (≈22 km/h)
- Bruttodräktighet: 957
- Lastfömåga: 698

- Antal fordonsrader: 5
- Passagerare: 397
- Personbilar: 82